# 西川朴
西川朴（学名：Celtis vandervoetiana）是榆科朴属的植物，为中国的特有植物。分布在中国大陆的湖南、福建、四川、贵州、江西、广东、浙江、云南、广西等地，生长于海拔600米至1,400米的地区，常生于山谷阴处或林中，目前尚未由人工引种栽培。